# Junkers J.I

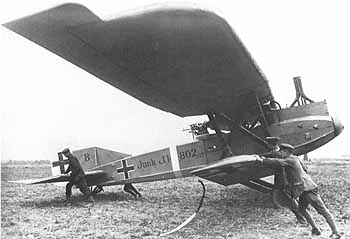
Junkers J.I (1917/18)

Die Junkers J.I (Werksbezeichnung J.4) war ein zweisitziges Erdkampfflugzeug der deutschen Fliegertruppe im Ersten Weltkrieg. Die Maschine war das erste in Serie gebaute Ganzmetallflugzeug der Welt.

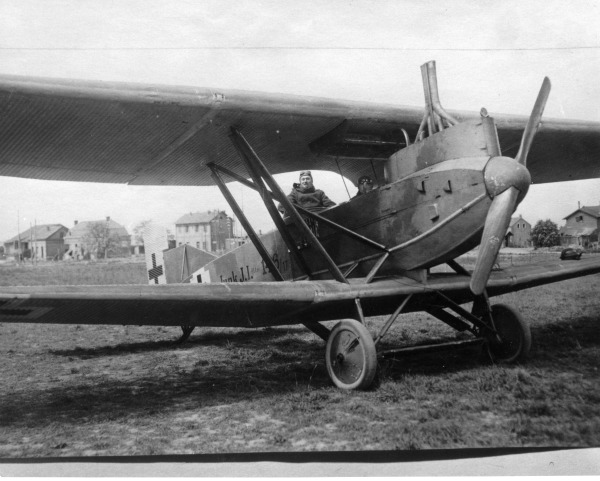
Gepanzertes Schlachtflugzeug Junkers J.1

## Entwicklung
Die Junkers J.I entstand auf eine Ausschreibung der Inspektion der Fliegertruppen (IdFlieg) vom November 1916 für ein Infanterieflugzeug von Typ „J“, das als Doppeldecker ausgeführt werden sollte. In der Ausschreibung wurde eine 5 mm starke Chrom-Nickel-Stahl-Panzerung zum Schutz des Piloten und Bordschützen, des gesamten Kraftstoffsystems einschließlich Tanks und des Motors gefordert. Leistungsdaten bezüglich Flughöhen und Geschwindigkeiten waren nicht Bestandteil der Spezifikation. Als Bewaffnung wurde ein bewegliches MG für den Beobachter bzw. Bordschützen, sowie ein starres MG für den Piloten gefordert. In einer späteren Spezifikation wurde auf den Einbau des starren MGs verzichtet, da dies nur bei Sinkflügen in niedriger Höhe zum Einsatz kommen konnte. In erster Linie sollte das Flugzeug für Aufklärungs- und Verbindungsfunktionen verwendet werden und nicht als Schlachtflugzeug „CL“. Dazu war in der Spezifikation der Einbau einer Kamera und einer Funkanlage gefordert.
Am 3. November 1916 erteilte die Inspektion der Fliegertruppen einen Auftrag über drei experimentelle Infanterieflugzeuge in Metallbauweise an Junkers & Co. in Dessau. Ähnliche Aufträge in Holzbauweise ergingen an AEG und Albatros. Die Junkers-Entwicklung unter der Bezeichnung Junkers J4 erfolgte unter Leitung von Chefingenieur Otto Mader, sowie Oberingenieur Steudel und Franz Brandenburg. Der Testpilot Arved von Schmidt führte am 17. Januar 1917 in Adlershof erste Probeläufe durch. Der Erstflug erfolgte am 28. Januar 1917 auf dem Erprobungsgelände der IdFlieg in Döberitz. Für den Erstflug wurde auf die Metallpanzerung verzichtet. Trotzdem erforderte der Start von dem schneebedeckten Rollfeld fast 200 Meter. Schmidt erreichte eine Höhe von 250 Metern und eine Geschwindigkeit von 145 km/h. Bereits nach 4 Minuten beendete Schmidt den Erprobungsflug. In seinem Bericht bezeichnete Schmidt das Flugzeug als stark hecklastig (Anmerkung: auf Grund der fehlenden Panzerung), ansonsten aber stabil fliegbar. Das Höhenruder wurde als zu elastisch beschrieben. Auf Grund der befriedigenden Ergebnisse erteilte die Inspektion der Fliegertruppe am 19. Februar 1917 an Junkers den Auftrag zum Bau von 100 Serienflugzeuge gemäß der IdFlieg-Spezifikation „J.I“. Die Junkers J4 wurde 1917 damit das erste in Serie gebaute Ganzmetall-Flugzeug der Welt. Insgesamt wurden mehr als 200 Flugzeuge vom Typ Junkers J.I bis zum Ende des Kriegs gebaut.
Das Flugzeug wurde im Frühjahr 1917 einer intensiven Erprobung bei der DVL in Adlershof unterzogen und mit den beiden Vergleichskonstruktionen AEG J.I und Albatros L40 abgeglichen. Gegenüber den konventionellen Holzkonstruktionen von AEG und Albatros wies die J4 eine 200–300 kg schwerere Rüstmasse aus, die zu einer leicht reduzierten Zuladung führte. Ansonsten erwiesen sich die Flugzeuge in ihren erflogenen Kenndaten weitgehend identisch. Die Typenprüfung wurde in Adlershof am 7. Mai 1917 abgeschlossen. Die Junkers J4 erhielt die militärische Bezeichnung Junk J.I.

## Konstruktion
Abweichend von der Anforderung der IdFlieg wurde die J4 als Anderthalb-Decker mit kürzerem Unterflügel ausgeführt. Neben der nicht fertiggestellten Junkers J 3 war die J4 das erste Junkers-Flugzeug, bei dem das leichtere Duraluminium zum Einsatz kommt. Um die im Vergleich zu Stahl und Eisen geringere Festigkeit des Duraluminiums auszugleichen, verwendete Junkers bei der J4 erstmals auch Wellbleche.
Der Rumpf bestand im vorderen Bereich bis hinter den Beobachtersitz aus einem mit Duraluminium-Glattblech beplankten Rohrgerüst. Der hintere Teil des Rumpfs war stoffbespannt. Das Leitwerk war in Metall ausgeführt und wellblechbeplankt. Die beiden Tragflügel bestanden jeweils aus einem Flügelmittelstück und abnehmbaren Außenflügeln. Der große, über Streben auf Rumpf und Unterflügel aufgesetzte Oberflügel und der kleinere, in den Rumpf eingesetzte Unterflügel bestanden aus einer mit Duraluminium wellblechbeplankten Ganzmetallkonstruktion. Der Oberflügel war mit einem Querruder versehen. Das große Gewicht der Maschinen erforderte eine außergewöhnlich große Spannweite. Entsprechend der IdFlieg-Forderung wurde eine 5 mm starke Panzerwanne aus Stahlblech um den Piloten- und Beobachtersitz herum eingesetzt, die gegen Beschuss schützen sollte. Als Antrieb kam ein 200 PS starker Benz Bz-IV-Motor zum Einsatz.

## Modifizierungen
Gegen Ende des Kriegs tauchten einige wenige J.I mit vollständiger Metallbeplankung über den gesamten Rumpf auf, u. a. das Versuchsflugzeug 749/18. Auch in der Junkers-Lehrsammlung in Dessau befanden sich eine konventionelle, stoffbespannte J.I, sowie eine J.I mit vollständiger Rumpfbeplankung. Hinter dem Beobachtersitz ging die Glattblechbeplankung dabei in eine Wellblechbeplankung über.
Ein einzelnes Versuchsflugzeug mit einem auf 18 Metern verlängerten Oberflügel stand gegen Ende des Kriegs bei der DVL in der Erprobung.
Im Sommer 1918 wurden Versuchsflüge mit einem 260 PS starken Benz IVa-Motor durchgeführt.
Durch das Ende des Kriegs kommen diese Modifikationen bei den Serienmaschinen allerdings nicht mehr zum Einsatz.

## Produktion
Die Serienfertigung der ersten 50 Junkers J.I (100-149.17) lief im Sommer 1917 bei Junkers & Co. in Dessau an.
Da der wissenschaftlich-technisch versierte Hugo Junkers keine Erfahrung mit der Serienfertigung hatte, wurde er angewiesen, die Produktion mit dem wirtschaftlich und effizient arbeitenden Praktiker Anton Fokker zu teilen, was zu einer Reihe von technischen und organisatorischen Schwierigkeiten führte. Im Oktober 1917 übernahm die neu gegründete Junkers-Fokker-AG die Serienfertigung der Junkers J.I.
Junkers J.I-Bestellungen der IdFlieg:
- 425–427.17 – 3 Prototypen im November 1916, Lieferung im Frühjahr 1917
- 100–149.17 – 50 Serienflugzeuge im März 1917, erste Lieferung ab August 1917
- 800–899.17 – 100 Serienflugzeuge, davon 98 bis November 1918 ausgeliefert, zwei weitere vermutlich bei Junkers verbliebene Versuchsmaschinen
- 576–615.18 – 40 Serienflugzeuge, davon 23 bis November 1918 ausgeliefert, weitere 17 bis März 1919
- 716–805.18 – 90 Serienflugzeuge, davon 7 bis November 1918 ausgeliefert, weitere 27 bis März 1919

Insgesamt wurden 227 Junkers J.I gebaut, davon 183 Flugzeuge bis zum Ende der Kampfhandlungen, weitere 44 Flugzeuge bis zur Streichung von erteilten Bauaufträgen im März 1919.
Nach dem Waffenstillstand verlässt Anthony Fokker Deutschland und überlässt seine Anteile an der Junkers-Fokker AG am 3. Dezember 1918 Hugo Junkers. Im Juni 1919 wird die Junkers-Fokker AG in Junkers Flugzeug-Werke AG umbenannt.

## Einsatz

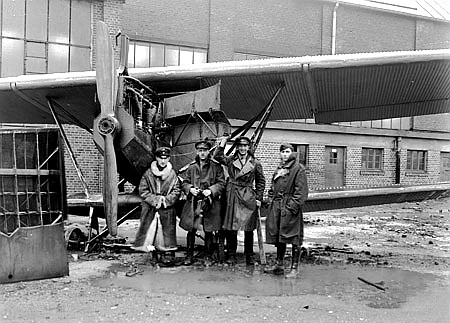
J.I in Bickendorf im Dezember 1918

Ende 1917/Anfang 1918 gelangten die ersten Junkers J.I an die Front und wurden wegen ihrer Größe, ihres klobigen Aussehens und ihrer eher langsamen, schwerfälligen Flugeigenschaften von den Frontfliegern skeptisch „Kaffee Wellblech“, getauft.
Die J.I kamen rechtzeitig zur großen deutschen Frühjahrsoffensive 1918. Hier bewiesen die J.I erstmals die volle Gefechtstauglichkeit der Ganzmetallflugzeuge. Ihr Gefechtswert im Erdkampfeinsatz war deutlich höher als der der Infanterieflugzeuge Albatros J.I und AEG J.I Gut gepanzert, damit robust und beschussfest, konnte die besser geschützte Besatzung waghalsige Tiefflugeinsätze zur Luftnahunterstützung für die Infanterie fliegen, das Vorrücken von Sturmtruppen überwachen, feindliche MG- und Geschützstellungen niederhalten, Gegenangriffe von Reserven abriegeln oder abgeschnittene Stoßtrupps mit Abwurf von Proviant und Munition versorgen.
Im Gegensatz zu den übrigen leinwandbespannten oder holzverkleideten Flugzeugen konnten die J.I ohne weiteren Schutz im Freien abgestellt werden, was Kräfte und Zeit bei den raschen Verlegungen im Zuge der Angriffsoperationen sparte und auch die Wartung vereinfachte, da das Flugzeug auf die übliche wartungsintensive Verspannung verzichtete. Allerdings waren die schweren Maschinen auf Feldflugplätze mit langen Start- und Landebahnen angewiesen und nicht leicht zu landen.
Die ersten Flugzeuge waren zusätzlich mit zwei nach unten gerichteten MGs bewaffnet, später wurden stattdessen FT-Geräte eingebaut, um Verbindung zu Gefechtsständen oder Batteriestellungen der Artillerie zu halten, oder es wurden Luftbildkameras zur Gefechtsfeldaufklärung eingehängt.

## Technische Daten
| Kenngröße             | Daten                                                                     |
| --------------------- | ------------------------------------------------------------------------- |
| Besatzung             | 2                                                                         |
| Länge                 | 9,10 m                                                                    |
| Spannweite            | 16,00 m                                                                   |
| Höhe                  | 3,40 m                                                                    |
| Flügelfläche          | 49,4 m²                                                                   |
| Leermasse             | 1766 kg                                                                   |
| Startmasse            | 2176 kg                                                                   |
| Höchstgeschwindigkeit | 155 km/h                                                                  |
| Steigzeit auf 2000 m  | 33 min                                                                    |
| Dienstgipfelhöhe      | 3000 m                                                                    |
| Reichweite            | 310 km                                                                    |
| Triebwerk             | ein wassergekühlter 6 Zylinder-Reihenmotor Benz Bz IV mit 200 PS (147 kW) |
| Bewaffnung            | 2–3 MG, 50 kg Bomben                                                      |

## Verbleib
Während der Kampfhandlungen gingen nur einzelne Junkers J.I verloren. Erst nach dem Waffenstillstand fielen den Alliierten auf dem Flugplatz Villers la Chèvre eine Reihe stehengebliebener Junkers J.I in die Hände. Die ungewöhnliche Konstruktion der J.I wurde vom amerikanischen U.S. Air Service zunächst in Romorantin bei Paris, später dann intensiv in Dayton analysiert. Auch die Kanadier, Engländer, Italiener und Australier erhielten Exemplare der J.I aus den erbeuteten Beständen. Die meisten dieser Beutemaschinen wurden bei den Untersuchungen aufgebraucht oder später verschrottet.
Die übrigen Flugzeuge in Frankreich und Belgien, sowie die nach Deutschland zurückgeführten Maschinen wurden 1919/20 gemäß den Bestimmungen des Versailler Vertrags verschrottet. Lediglich einige wenige Junkers J4, die als Versuchsmaschinen bei Junkers oder der DVL in Adlershof waren, entgingen der direkten Zerstörung nach dem Ersten Weltkrieg. Sie wurden später in der Junkers-Lehrschau und in den ersten deutschen Luftfahrtsammlungen ausgestellt. Sämtliche in Deutschland nach dem Ersten Weltkrieg noch erhaltenen Junkers J.I gingen dann aber während des Zweiten Weltkriegs mit ihren Ausstellungen verloren.

## Erhaltene Flugzeuge
Heute existieren noch zwei originale Exemplare der Junkers J.I, die als Beutemaschinen 1919 ins Ausland verbracht wurden:

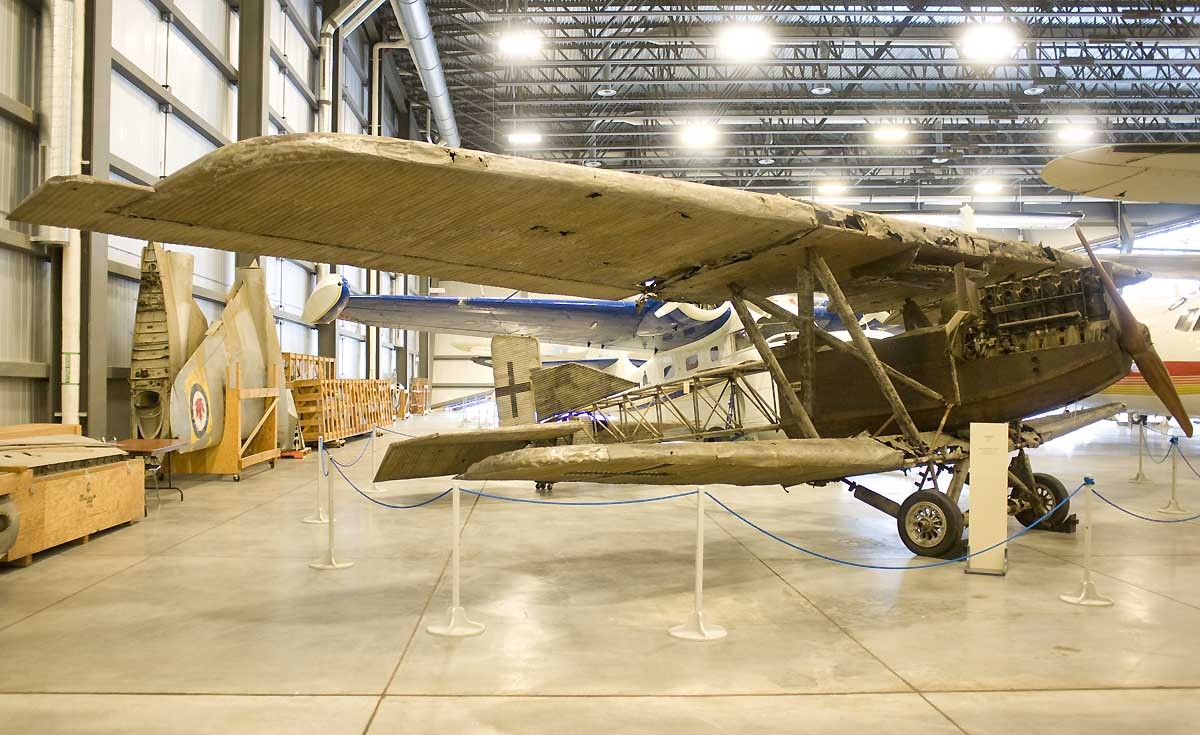
Junkers J.I im Canada Aviation and Space Museum

- Die einzige noch vollständig erhaltene Junkers J.I (586/18) befindet sich im Canada Aviation and Space Museum[10] in Ottawa.

- Der Rumpf einer Junkers J.I (805/17) befindet sich im Museo Storico dell Aeronautica Militare Italiana in Vigna di Valle. Dieses Flugzeug wurde zwischen 2005 und 2010 im Technikmuseum in Berlin instand gesetzt und befand sich zuvor im Besitz des Leonardo da Vinci Museums in Mailand.[11] Die Ausstellung ist seit Januar 2023 geschlossen.[12]

- Zwei flugfähige Nachbauten der Junkers J.I wurden 2010 im International Army History and Aviation Museum von Karl Bircsak im ungarischen Héreg hergestellt. Sie wurden 2014 an die Vintage Aviator Ltd. von Peter Jackson in Neuseeland übergeben. Vermutlich sind diese Nachbauten in Neuseeland eingelagert.[12]

Zur Historie der letzten verbliebenen J.I Exemplare, siehe 

## Vergleichbare Typen
- Albatros J.I (L40)
- AEG J.I